# 温玉柱
温玉柱（1943年9月—2011年8月26日），男，广东廉江人，中华人民共和国军事人物、政治人物，中国人民解放军少将，曾任中共广东省委常委，广东省军区司令员，第八、九届全国人大代表。